# Football Club Baník Ostrava 1999-2000
Questa voce raccoglie le informazioni riguardanti il Football Club Baník Ostrava nelle competizioni ufficiali della stagione 1999-2000.

## Organigramma societario
- Allenatore: Werner Lička
- Vice Allenatore: Václav Daněk

## Rosa
| N. |                      | Ruolo | Calciatore        |
| -- | -------------------- | ----- | ----------------- |
|    | Rep. Ceca (bandiera) | P     | Vít Baránek       |
|    | Rep. Ceca (bandiera) | D     | Marek Jankulovski |
|    | Rep. Ceca (bandiera) | D     | Petr Veselý       |
| 18 | Rep. Ceca (bandiera) | D     | Josef Dvorník     |
|    | Rep. Ceca (bandiera) | D     | Robert Caha       |
|    | Rep. Ceca (bandiera) | C     | Vladimir Cup      |
|    | Rep. Ceca (bandiera) | C     | Marcel Lička      |
|    | Rep. Ceca (bandiera) | C     | Martin Lukeš      |

| N. |                      | Ruolo | Calciatore     |
| -- | -------------------- | ----- | -------------- |
|    | Rep. Ceca (bandiera) | C     | Lubomir Kubica |
| 12 | Rep. Ceca (bandiera) | C     | Rostislav Kisa |
|    | Rep. Ceca (bandiera) | C     | Jan Baránek    |
|    | Rep. Ceca (bandiera) | C     | Radek Slončík  |
|    | Rep. Ceca (bandiera) | A     | Milan Baroš    |
|    | Rep. Ceca (bandiera) | A     | Marek Poštulka |
|    | Rep. Ceca (bandiera) | A     | Petr Samec     |